# Sevda
Sevda var en svensk-turkisk jazzgrupp
Sevda bildades 1971 med syfte att blanda turkiska folkmelodier och orientalisk rytmik med jazz. Gruppen bestod ursprungligen av turkarna Maffy Falay på trumpet, Salih Baysal på violin, Okay Temiz på trummor och darbuka, Akay Temiz på darbuka samt svenskarna Bernt Rosengren på tenorsax, Gunnar Bergsten på barytonsax och Owe Gustavsson på kontrabas. Gruppen tilldelades utmärkelsen Jazz i Sverige 1972 och fick därigenom ge ut en LP på skivbolaget Caprice Records. Inspelningen skedde i en TV-studio i en enda tagning blev en framgång på olika håll i Skandinavien. Redan samma år utkom deras andra LP, Live at Jazzhus Montmartre (Caprice Records, 1972), inspelad i Köpenhamn. Gruppen upplöstes efter sommaren 1972, men i juni 1973 återvände de tre turkiska musikerna till Sverige för en återförening, nu förstärkt med Björn Alke på kontrabas och Peter Smoliansky på darbuka. Gruppen framträdde på flera svenska festivaler och under Stockholm Jazz Festival gjordes en inspelning som blev gruppens tredje och sista skiva, Live at Fregatten (Sonet Records, 1974). Sevdas inspelningar återutgavs 2011 som en CD-box (Caprice Records).